# Ronde van Zwitserland 2023 (mannen)
De 86e editie van de Ronde van Zwitserland (Frans: Tour de Suisse) werd verreden van 11 tot en met 18 juni 2023. De wedstrijd maakte deel uit van de UCI World Tour 2023. De Brit Geraint Thomas won de vorige editie, dit jaar was hij afwezig. De wedstrijd kwam vooral in de media door het overlijden van de Zwitserse wielrenner Gino Mäder, die tijdens de vijfde etappe zwaar ten val kwam en aan de gevolgen hiervan stierf.

## Etappe-overzicht
| Etappe | Datum   | Start                        | Aankomst          | Type                | Afstand                   | Winnaar           | Klassementsleider |
| ------ | ------- | ---------------------------- | ----------------- | ------------------- | ------------------------- | ----------------- | ----------------- |
| 1e     | 11 juni | Einsiedeln                   | Einsiedeln        | Individuele tijdrit | 12,7 km                   | Stefan Küng       | Stefan Küng       |
| 2e     | 12 juni | Beromünster                  | Nottwil           | Heuvelrit           | 173,7 km                  | Biniam Girmay     | Stefan Küng       |
| 3e     | 13 juni | Tafers                       | Villars-sur-Ollon | Bergrit             | 143,8 km                  | Mattias Skjelmose | Mattias Skjelmose |
| 4e     | 14 juni | Monthey                      | Leukerbad         | Bergrit             | 152,5 km                  | Felix Gall        | Felix Gall        |
| 5e     | 15 juni | Fiesch                       | La Punt           | Bergrit             | 211,0 km                  | Juan Ayuso        | Mattias Skjelmose |
| 6e     | 16 juni | La Punt Chur Hausen am Albis | Oberwil-Lieli     | Bergrit Heuvelrit   | 215,3 km 140,9 km 20,0 km | Geen winnaar      | Mattias Skjelmose |
| 7e     | 17 juni | Tübach                       | Weinfelden        | Heuvelrit           | 183,5 km                  | Remco Evenepoel   | Mattias Skjelmose |
| 8e     | 18 juni | Sankt Gallen                 | Abtwil            | Individuele tijdrit | 25,7 km                   | Juan Ayuso        | Mattias Skjelmose |

## Etappe-uitslagen

### Eerste etappe
De eerste etappe van de Ronde van Zwitserland 2023 was een korte tijdrit in en rond Einsiedeln. Hier pakte thuisrijder Stefan Küng de overwinning, voor de twee Belgen Remco Evenepoel en Wout van Aert. Dit werd logischerwijze ook de top drie van het algemeen klassement.
| Einsiedeln - Einsiedeln (12,7 km) |                 |                   |        |
| Plaats                            | Naam            | Ploeg             | Tijd   |
| Winnaar                           | Stefan Küng     | Groupama-FDJ      | 13'31" |
| 2                                 | Remco Evenepoel | Soudal Quick-Step | + 6"   |
| 3                                 | Wout van Aert   | Team Jumbo-Visma  | + 10"  |
|                                   |                 |                   |        |
| 26                                | Mick van Dijke  | Team Jumbo-Visma  | + 40"  |

| Algemeen klassement |                 |                   |        |
| Plaats              | Naam            | Ploeg             | Tijd   |
| 1                   | Stefan Küng     | Groupama-FDJ      | 13'31" |
| 2                   | Remco Evenepoel | Soudal Quick-Step | + 6"   |
| 3                   | Wout van Aert   | Team Jumbo-Visma  | + 10"  |
|                     |                 |                   |        |
| 26                  | Mick van Dijke  | Team Jumbo-Visma  | + 40"  |

### Tweede etappe
De tweede etappe draaide, zoals verwacht, uit op een massasprint. Vlak voor de laatste beklimming was er echter een grote valpartij, waardoor sprinters als Kaden Groves niet konden strijden voor de dagzege. Uiteindelijk was het de Eritreeër Biniam Girmay die de etappe won, voor Arnaud Démare. Wout van Aert werd voor de tweede dag op een rij derde. Stefan Küng en Remco Evenepoel finishten beide met het peloton, waardoor de top van het algemeen klassement onveranderd bleef.
| Beromünster - Nottwil (173,7 km) |                |                          |          |
| Plaats                           | Naam           | Ploeg                    | Tijd     |
| Winnaar                          | Biniam Girmay  | Intermarché-Circus-Wanty | 3u53'37" |
| 2                                | Arnaud Démare  | Groupama-FDJ             | z.t.     |
| 3                                | Wout van Aert  | Team Jumbo-Visma         | z.t.     |
|                                  |                |                          |          |
| 9                                | Mike Teunissen | Intermarché-Circus-Wanty | z.t.     |

| Algemeen klassement |                 |                   |          |
| Plaats              | Naam            | Ploeg             | Tijd     |
| 1                   | Stefan Küng     | Groupama-FDJ      | 4u07'08" |
| 2                   | Remco Evenepoel | Soudal Quick-Step | + 5"     |
| 3                   | Wout van Aert   | Team Jumbo-Visma  | + 6"     |
|                     |                 |                   |          |
| 23                  | Mick van Dijke  | Team Jumbo-Visma  | + 40"    |

### Derde etappe
De derde etappe was de eerste bergrit. Leider Stefan Küng kon de groep der favorieten niet volgen, waardoor Remco Evenepoel de virtuele leidersplaats in het klassement bezette. In de finale viel hij aan om zijn voorsprong uit te diepen, maar uiteindelijk was het de Deen Mattias Skjelmose die de overwinning pakte, voor Felix Gall en Juan Ayuso. Evenepoel werd vierde. In het algemeen klassement behield Evenepoel zijn tweede plaats, maar Skjelmose nam de leidersplaats over van Küng. Ayuso bezette de derde plek.
| Tafers - Villars-sur-Ollon (143,8 km) |                   |                   |          |
| Plaats                                | Naam              | Ploeg             | Tijd     |
| Winnaar                               | Mattias Skjelmose | Trek-Segafredo    | 3u29'14" |
| 2                                     | Felix Gall        | AG2R-Citroën      | + 3"     |
| 3                                     | Juan Ayuso        | UAE Team Emirates | + 12"    |
|                                       |                   |                   |          |
| 4                                     | Remco Evenepoel   | Soudal Quick-Step | + 21"    |
| 7                                     | Wilco Kelderman   | Team Jumbo-Visma  | z.t.     |

| Algemeen klassement |                   |                   |          |
| Plaats              | Naam              | Ploeg             | Tijd     |
| 1                   | Mattias Skjelmose | Trek-Segafredo    | 7u36'31" |
| 2                   | Remco Evenepoel   | Soudal Quick-Step | + 17"    |
| 3                   | Juan Ayuso        | UAE Team Emirates | + 24"    |
|                     |                   |                   |          |
| 7                   | Wilco Kelderman   | Team Jumbo-Visma  | +1'04"   |

### Vierde etappe
Ook de vierde etappe was een bergrit, met dezelfde hoofdrolspelers als een dag eerder. Ditmaal trok de Oostenrijker Felix Gall aan het langste eind, met ruime voorsprong op Remco Evenepoel en Mattias Skjelmose. Gall wist eveneens de leiderstrui over te nemen van Skejlmose.
| Monthey - Leukerbad (152,5 km) |                   |                   |          |
| Plaats                         | Naam              | Ploeg             | Tijd     |
| Winnaar                        | Felix Gall        | AG2R-Citroën      | 3u42'22" |
| 2                              | Remco Evenepoel   | Soudal Quick-Step | + 1'02"  |
| 3                              | Mattias Skjelmose | Trek-Segafredo    | + 1'03"  |
|                                |                   |                   |          |
| 5                              | Wilco Kelderman   | Team Jumbo-Visma  | + 1'05"  |

| Algemeen klassement |                   |                   |           |
| Plaats              | Naam              | Ploeg             | Tijd      |
| 1                   | Felix Gall        | AG2R-Citroën      | 11u19'50" |
| 2                   | Mattias Skjelmose | Trek-Segafredo    | + 2"      |
| 3                   | Remco Evenepoel   | Soudal Quick-Step | + 16"     |
|                     |                   |                   |           |
| 5                   | Wilco Kelderman   | Team Jumbo-Visma  | +1'12"    |

### Vijfde etappe
De vijfde etappe was opnieuw een bergrit, de Koninginnenrit. Leider Felix Gall viel aan in de finale, maar Spanjaard Juan Ayuso ging op en over Gall en won de etappe, voor Mattias Skjelmose en Peio Bilbao. Skjelmose nam hierdoor opnieuw de gele trui over van Gall. Ayuso belandde op de derde plaats in het algemeen klassement. Remco Evenepoel, die tiende werd en naar een vierde plaats in het algemeen klassement zakte, uitte kritiek op de gevaarlijke laatste afdaling van de etappe. De finish lag namelijk niet op de top van de Albulapas, maar in een dorpje onderaan de berg. Bij de afdaling haalden sommige renners snelheden tot 100 km/uur. Magnus Sheffield en Gino Mäder kwamen beide zwaar ten val tijdens deze afdaling, en belandden in een ravijn. Sheffield hield er kneuzingen en een hersenschudding aan over, en werd met de ambulance naar het ziekenhuis van Samedan gebracht. Mäder lag bewegingloos in een riviertje en werd ter plekke gereanimeerd, waarna hij met de helikopter naar het ziekenhuis van Chur werd overgebracht. Daar overleed hij.
| Fiesch - La Punt (211,0 km) |                   |                    |          |
| Plaats                      | Naam              | Ploeg              | Tijd     |
| Winnaar                     | Juan Ayuso        | UAE Team Emirates  | 5u23'01" |
| 2                           | Mattias Skjelmose | Trek-Segafredo     | + 54"    |
| 3                           | Peio Bilbao       | Bahrain-Victorious | z.t.     |
|                             |                   |                    |          |
| 6                           | Wilco Kelderman   | Team Jumbo-Visma   | + 54"    |
| 10                          | Remco Evenepoel   | Soudal Quick-Step  | + 1'20"  |

| Algemeen klassement |                   |                   |           |
| Plaats              | Naam              | Ploeg             | Tijd      |
| 1                   | Mattias Skjelmose | Trek-Segafredo    | 16u43'41" |
| 2                   | Felix Gall        | AG2R-Citroën      | + 8"      |
| 3                   | Juan Ayuso        | UAE Team Emirates | + 18"     |
|                     |                   |                   |           |
| 4                   | Remco Evenepoel   | Soudal Quick-Step | + 46"     |
| 6                   | Wilco Kelderman   | Team Jumbo-Visma  | +1'16"    |

### Zesde etappe
De zesde etappe was normaal gezien de langste bergrit, met 215,3 kilometer. Door een langverwachte rotslawine in Brienz/Brinzauls de afgelopen nacht werd de etappe ingekort. De renners zouden nog 140,9 kilometer moeten afleggen in een heuvelrit.
Later die ochtend, rond half twaalf, overleed de Zwitser Gino Mäder, die een dag eerder zwaar was gevallen tijdens de laatste afdaling, in het ziekenhuis van Chur. Hierdoor werd enkel de laatste twintig kilometer van de zesde etappe onder neutralisatie verreden. Dat was de wens van de familie van Mäder. De zes overgebleven renners van Mäders team Bahrain-Victorious, Peio Bilbao, Nikias Arndt, Filip Maciejuk, Fran Miholjević, Johan Price-Pejtersen en Antonio Tiberi, reden op kop van het peloton.

### Zevende etappe
De zevende etappe was een heuvelrit. De tijdsopname voor het klassement bevond zich op 25 kilometer van de finish. Drie volledige ploegen, Bahrain-Victorious, Tudor Pro Cycling Team en Intermarché-Circus-Wanty, en tal van renners trokken zich terug uit de wedstrijd na het overlijden van Gino Mäder. De rit begon met een minuut stilte. Pas in de laatste 25 kilometer werd er gestreden voor de overwinning, waardoor iedereen in dezelfde tijd werd geplaatst. De Belg Remco Evenepoel won met een solo opgedragen aan Mäder. Wout van Aert won de pelotonsprint voor Bryan Coquard.
| Tübach - Weinfelden (183,5 km) |                 |                   |          |
| Plaats                         | Naam            | Ploeg             | Tijd     |
| Winnaar                        | Remco Evenepoel | Soudal Quick-Step | 4u01'04" |
| 2                              | Wout van Aert   | Team Jumbo-Visma  | z.t.     |
| 3                              | Bryan Coquard   | Cofidis           | z.t.     |
|                                |                 |                   |          |
| 22                             | Jan Maas        | Team Jayco AlUla  | z.t.     |

| Algemeen klassement |                   |                   |           |
| Plaats              | Naam              | Ploeg             | Tijd      |
| 1                   | Mattias Skjelmose | Trek-Segafredo    | 20u44'45" |
| 2                   | Felix Gall        | AG2R-Citroën      | + 8"      |
| 3                   | Juan Ayuso        | UAE Team Emirates | + 18"     |
|                     |                   |                   |           |
| 4                   | Remco Evenepoel   | Soudal Quick-Step | + 46"     |
| 5                   | Wilco Kelderman   | Team Jumbo-Visma  | +1'16"    |

### Achtste etappe
De achtste en laatste etappe was opnieuw een individuele tijdrit. De Spanjaard Juan Ayuso wist hierin zijn tweede etappezege te behalen, voor Remco Evenepoel en Mattias Skjelmose. Die laatste wist ook de eindzege veilig te stellen. Felix Gall zakte nog weg uit de top van het algemeen klassement na een slechte tijdrit.
| Tübach - Weinfelden (183,5 km) |                   |                   |         |
| Plaats                         | Naam              | Ploeg             | Tijd    |
| Winnaar                        | Juan Ayuso        | UAE Team Emirates | 32'25"  |
| 2                              | Remco Evenepoel   | Soudal Quick-Step | + 8"    |
| 3                              | Mattias Skjelmose | Trek-Segafredo    | + 9"    |
|                                |                   |                   |         |
| 12                             | Wilco Kelderman   | Team Jumbo-Visma  | + 1'02" |

## Klassementenverloop
| Etappe      | Winnaar           | Algemeen klassement | Puntenklassement | Bergklassement    | Jongerenklassement | Ploegenklassement |
| ----------- | ----------------- | ------------------- | ---------------- | ----------------- | ------------------ | ----------------- |
| 1           | Stefan Küng       | Stefan Küng         | Stefan Küng      | niet uitgereikt   | Remco Evenepoel    | Soudal Quick-Step |
| 2           | Biniam Girmay     | Stefan Küng         | Wout van Aert    | Nickolas Zukowsky | Remco Evenepoel    | Soudal Quick-Step |
| 3           | Mattias Skjelmose | Mattias Skjelmose   | Wout van Aert    | Nickolas Zukowsky | Mattias Skjelmose  | INEOS Grenadiers  |
| 4           | Felix Gall        | Felix Gall          | Wout van Aert    | Lilian Calmejane  | Felix Gall         | INEOS Grenadiers  |
| 5           | Juan Ayuso        | Mattias Skjelmose   | Wout van Aert    | Pascal Eenkhoorn  | Mattias Skjelmose  | AG2R-Citroën      |
| 6           | niet uitgereikt   | Mattias Skjelmose   | Wout van Aert    | Pascal Eenkhoorn  | Mattias Skjelmose  | AG2R-Citroën      |
| 7           | Remco Evenepoel   | Mattias Skjelmose   | Wout van Aert    | Pascal Eenkhoorn  | Mattias Skjelmose  | AG2R-Citroën      |
| 8           | Juan Ayuso        | Mattias Skjelmose   | Wout van Aert    | Pascal Eenkhoorn  | Mattias Skjelmose  | AG2R-Citroën      |
| Eindstanden | Eindstanden       | Mattias Skjelmose   | Wout van Aert    | Pascal Eenkhoorn  | Mattias Skjelmose  | AG2R-Citroën      |

## Eindklassementen
| Algemeen klassement |                   |                   |           |
| Plaats              | Naam              | Ploeg             | Tijd      |
| Gele trui           | Mattias Skjelmose | Trek-Segafredo    | 21u17'19" |
| 2                   | Juan Ayuso        | UAE Team Emirates | + 9"      |
| 3                   | Remco Evenepoel   | Soudal Quick-Step | + 45"     |
|                     |                   |                   |           |
| 4                   | Wilco Kelderman   | Team Jumbo-Visma  | + 2'09"   |

| Puntenklassement |                   |                   |      |
| Plaats           | Naam              | Ploeg             | Tijd |
| Zwarte trui      | Wout van Aert     | Team Jumbo-Visma  | 52   |
| 2                | Remco Evenepoel   | Soudal Quick-Step | 40   |
| 3                | Mattias Skjelmose | Trek-Segafredo    | 32   |
|                  |                   |                   |      |
| 11               | Pascal Eenkhoorn  | Lotto-Dstny       | 6    |

| Bergklassement |                  |                   |      |
| Plaats         | Naam             | Ploeg             | Tijd |
| Rode trui      | Pascal Eenkhoorn | Lotto-Dstny       | 44   |
| 2              | Sergio Higuita   | Bora-Hansgrohe    | 28   |
| 3              | Juan Ayuso       | UAE Team Emirates | 26   |
|                |                  |                   |      |
| 6              | Wout van Aert    | Team Jumbo-Visma  | 16   |

| Jongerenklassement |                   |                   |           |
| Plaats             | Naam              | Ploeg             | Tijd      |
| Witte trui         | Mattias Skjelmose | Trek-Segafredo    | 21u17'19" |
| 2                  | Juan Ayuso        | UAE Team Emirates | + 9"      |
| 3                  | Remco Evenepoel   | Soudal Quick-Step | + 45"     |
|                    |                   |                   |           |
| 19                 | Mick van Dijke    | Team Jumbo-Visma  | + 48'46"  |

| Ploegenklassement |                     |  |           |
| Geel rugnummer    | AG2R-Citroën        |  | 64u28'19" |
| 2                 | Israel-Premier Tech |  | + 2'35"   |
| 3                 | INEOS Grenadiers    |  | + 5'22"   |
|                   |                     |  |           |
| 8                 | Soudal Quick-Step   |  | + 19'12"  |
| 10                | Team Jumbo-Visma    |  | + 23'43"  |

Mannen: 1933 · 1934 · 1935 · 1936 · 1937 · 1938 · 1939 · 1940 · 1941 · 1942 · 1943 · 1944 · 1945 · 1946 · 1947 · 1948 · 1949 · 1950 · 1951 · 1952 · 1953 · 1954 · 1955 · 1956 · 1957 · 1958 · 1959 · 1960 · 1961 · 1962 · 1963 · 1964 · 1965 · 1966 · 1967 · 1968 · 1969 · 1970 · 1971 · 1972 · 1973 · 1974 · 1975 · 1976 · 1977 · 1978 · 1979 · 1980 · 1981 · 1982 · 1983 · 1984 · 1985 · 1986 · 1987 · 1988 · 1989 · 1990 · 1991 · 1992 · 1993 · 1994 · 1995 · 1996 · 1997 · 1998 · 1999 · 2000 · 2001 · 2002 · 2003 · 2004 · 2005 · 2006 · 2007 · 2008 · 2009 · 2010 · 2011 · 2012 · 2013 · 2014 · 2015 · 2016 · 2017 · 2018 · 2019 · 2020 · 2021 · 2022 · 2023 · 2024 · 2025
Vrouwen: 1998 · 1999 · 2000 · 2001 · 2002-2020 · 2021 · 2022 · 2023 · 2024 · 2025
Tour Down Under ·
Great Ocean Road Race ·
Ronde van de Verenigde Arabische Emiraten ·
Omloop Het Nieuwsblad ·
Strade Bianche ·
Parijs-Nice · 
Tirreno-Adriatico · 
Milaan-San Remo ·
Ronde van Catalonië ·
Classic Brugge-De Panne ·
E3 Saxo Bank Classic ·
Gent-Wevelgem ·
Dwars door Vlaanderen ·
Ronde van Vlaanderen ·
Ronde van het Baskenland ·
Parijs-Roubaix ·
Amstel Gold Race ·
Waalse Pijl ·
Luik-Bastenaken-Luik ·
Ronde van Romandië ·
Eschborn-Frankfurt ·
Ronde van Italië ·
Critérium du Dauphiné ·
Ronde van Zwitserland ·
Ronde van Frankrijk ·
Clásica San Sebastián ·
Ronde van Polen ·
BEMER Cyclassics ·
Renewi Tour ·
Ronde van Spanje ·
Bretagne Classic ·
GP van Quebec ·
GP van Montréal ·
Ronde van Lombardije ·
Ronde van Guangxi